# Wetterhorn
El Wetterhorn (3.692 m) es una montaña en los Alpes berneses cerca del pueblo de Grindelwald, en el cantón suizo de Berna. Forma parte del pequeño macizo de los Wetterhörner, constituido por tres cimas de situaciones y altitudes próximas: el Wetterhorn propiamente dicho, que es el más visible desde Grindelwald, el Mittelhorn que, con 3.704 metros de altura, es el más elevado, y el Rosenhorn (3.689 m).

## Descripción

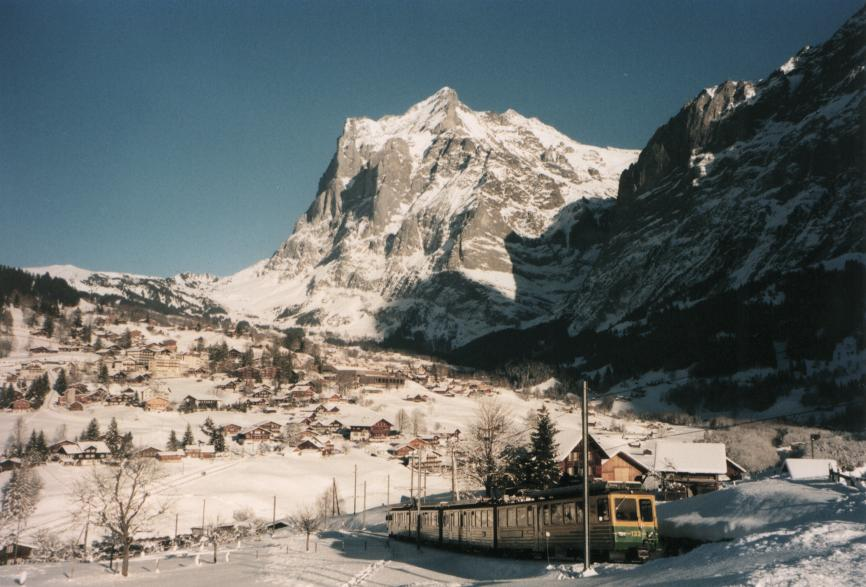
Grindelwald y el Wetterhorn.

Según la clasificación SOIUSA, el Wetterhorn pertenece:
- Gran parte: Alpes occidentales
- Gran sector: Alpes del noroeste
- Sección: Alpes berneses
- Subsección: Alpes berneses iss
- Supergrupo: Cadena Schreckhorn-Wetterhorn
- Grupo: Grupo del Schreckhorn
- Código: I/B-12.II-C.6

## Historia
El Rosenhorn fue ascendido por vez primera el 28 de agosto de 1844 por Édouard Desor, Daniel Dolphus-Ausset, MM. Duspasquier y Stengel con los guías Hans Wahren, Hans Jaun, Gaspard Nägeli, Heinrich Bossli, Melchior Bannholzeret y Daniel Brigger.
El monte Wetterhorn fue ascendido por vez primera en 31 de agosto de 1844 por Melchior Bannholzer y Hans Jaun. El 7 de julio de 1845 Franz Fankhauser y Gottfried Roth, con los guías Christian Michel, Johann y Peter Bohren, hicieron la segunda ascensión del Wetterhorn, y la primera directamente desde Grindelwald.

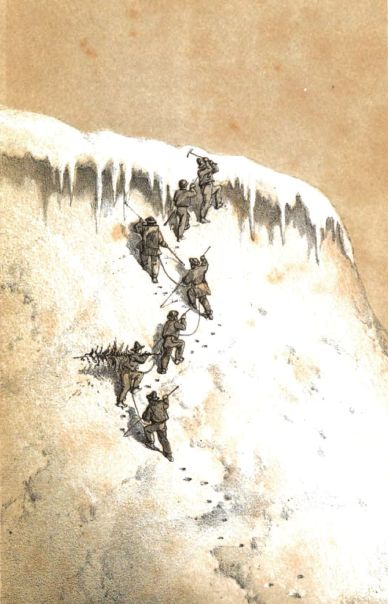
Franqueamiento de la cornisa de la cumbre por Alfred Wills y sus guías en 1854. Se ve al joven Christian Almer llevando el abeto que servirá de bandera en la cumbre.

El punto culminante, última cima virgen de los Wetterhörner, el Mittelhorn fue subido por vez primera el 9 de julio de 1845 por el escocés Stanhope Templeton Speer, con Melchior Bannholzer, Hans Jaun de guías y Kaspar Abplanalp.
Particularmente importante y significativa fue la ascensión de Alfred Wills, tercer presidente del Club Alpino inglés y su cordada en 1854, que incluía los guías de Chamonix Auguste Balmat y Auguste Simond, Ulrich Lauener de Lauterbrunnen y Peter Bohren de Grindelwald. Estos dos últimos habían llevado una placa de hierro de dos pies sobre tres, para plantarlo como bandera en la cumbre. Fueron alcanzados y superados durante la ascensión por dos campesinos y cazadores de gamuza de Grindelwald, Christian Almer y Ulrich Kaufman, que también llevaba un joven abeto, para plantarlo como bandera en la cumbre. Después de haber llegado a las manos con los de Chamonix, les aseguraron que no querían robarles la victoria y, después de haber compartido chocolate, ambos grupos se unieron hasta la cumbre. Esta ascensión, y el relato que hizo Wills en Wandering among the high Alps, marcó para los británicos el principio de la edad de oro del alpinismo.
Ulrich Lauener le había dicho a Wills que todavía nadie había conseguido la ascensión. Insistió por otro lado para comprometer como guía suplementario a Peter Bohren, que había llevado 9 años antes a Fankhauser y Roth a la cumbre. El hecho de guiar a un cliente para una primera ascensión producía más dinero a los guías.
Winston Churchill subió el Wetterhorn en 1894.
Se pretendía que las rocas de la cima fueran la terminal del primer teleférico que transportase gente del mundo, pero solo se construyó la sección del primer cuarto. Estuvo operativo hasta comienzos de la Primera Guerra Mundial.

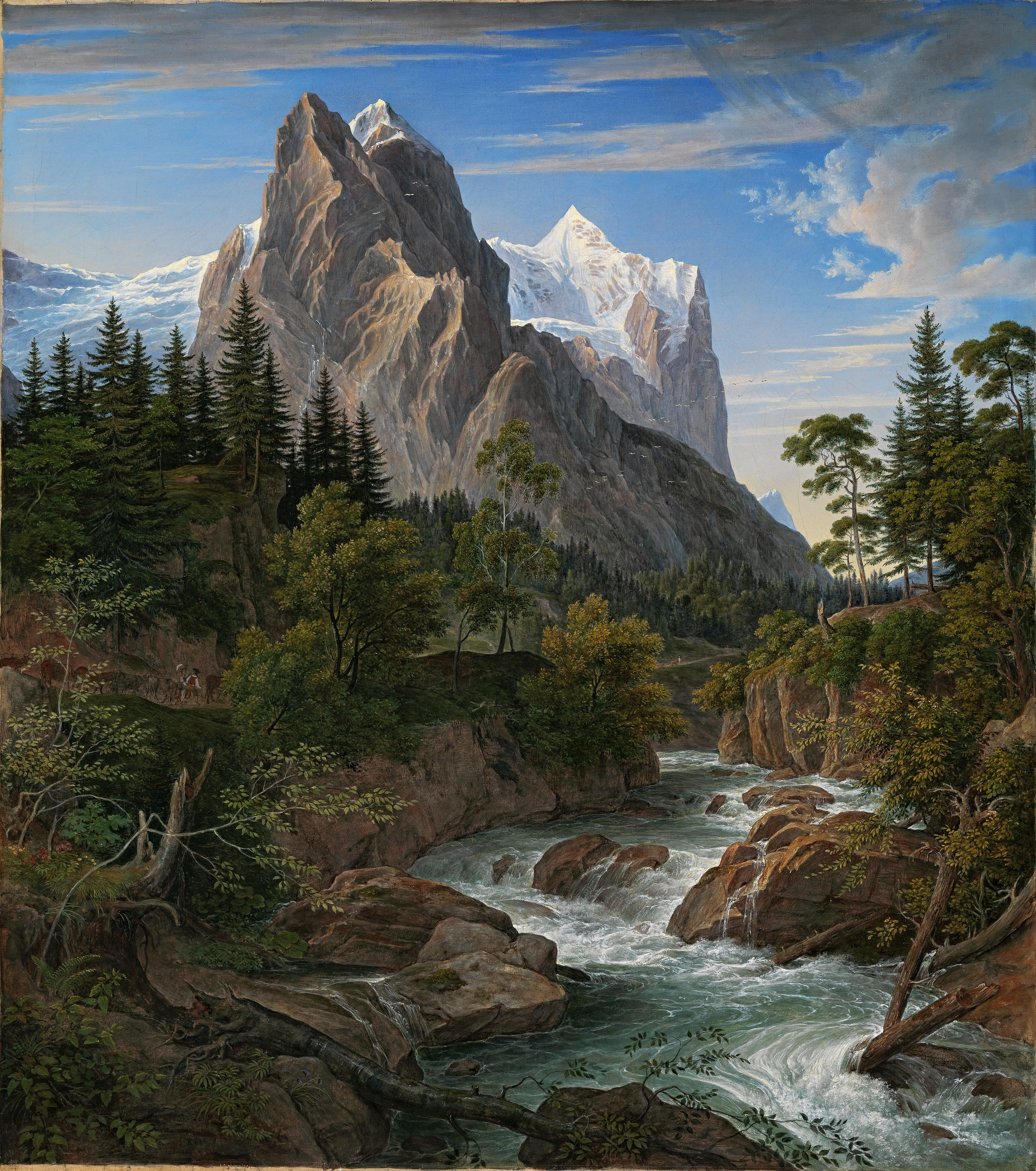
Joseph Anton Koch, El Wetterhorn con el Reichenbachtal, 1824

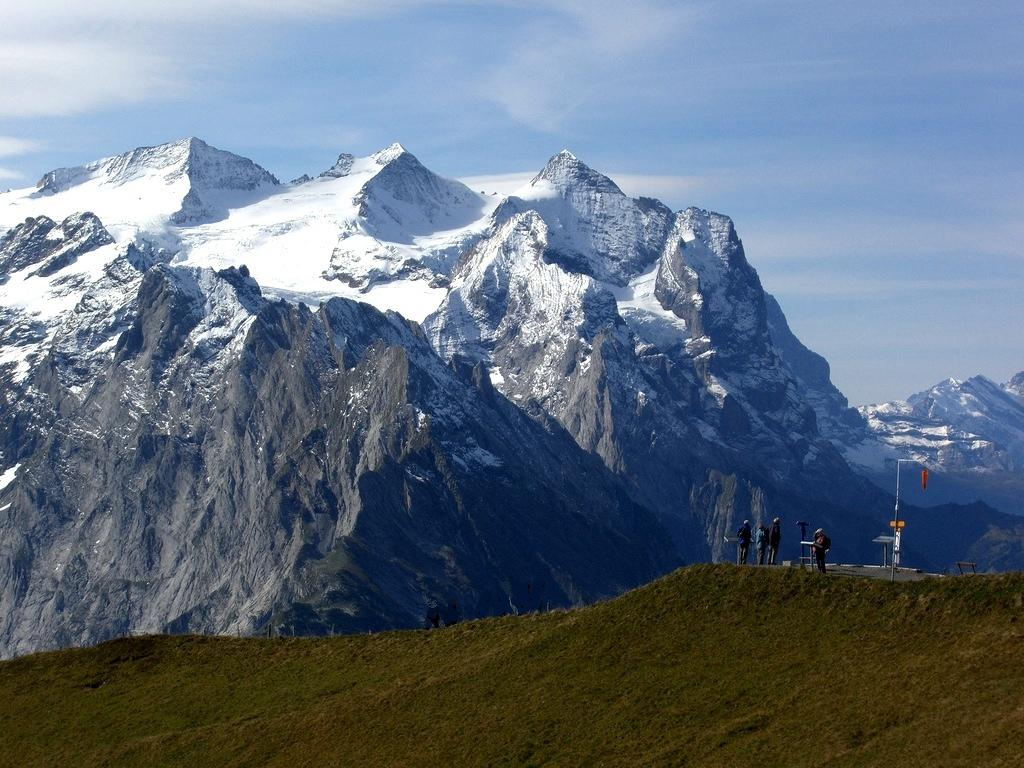
Los Wetterhörner, con: el Rosenhorn, el Mittelhorn y el Wetterhorn (de izquierda a derecha).